# De Poldernaar

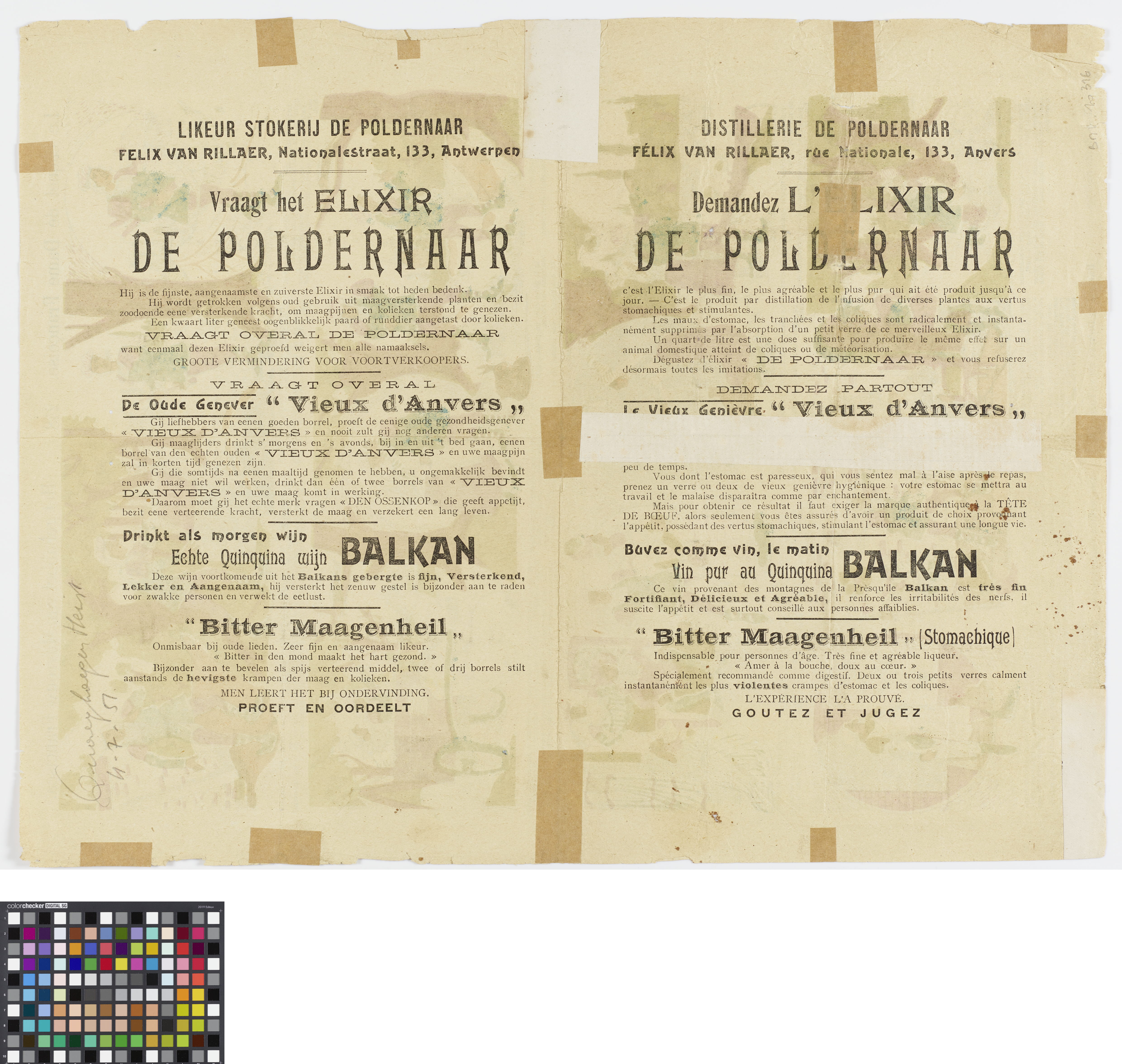
Reclame voor likeurstokerij De Poldernaar, 1833

Affiche 'De Poldernaar Elixir' voor stokerij Félix Van Rillaer, collectie Jenevermuseum Hasselt

De Poldernaar is een stokerij in Antwerpen die werd opgericht door Felix van Rillaer in 1903.

## Geschiedenis
Felix van Rillaer begon zijn carrière bij stokerij Neefs in de Keizerstraat te Antwerpen. In 1903 startte hij zijn eigen café- slijterij: De Poldernaar om in 1906 de eigen productie van jenever op te starten. 

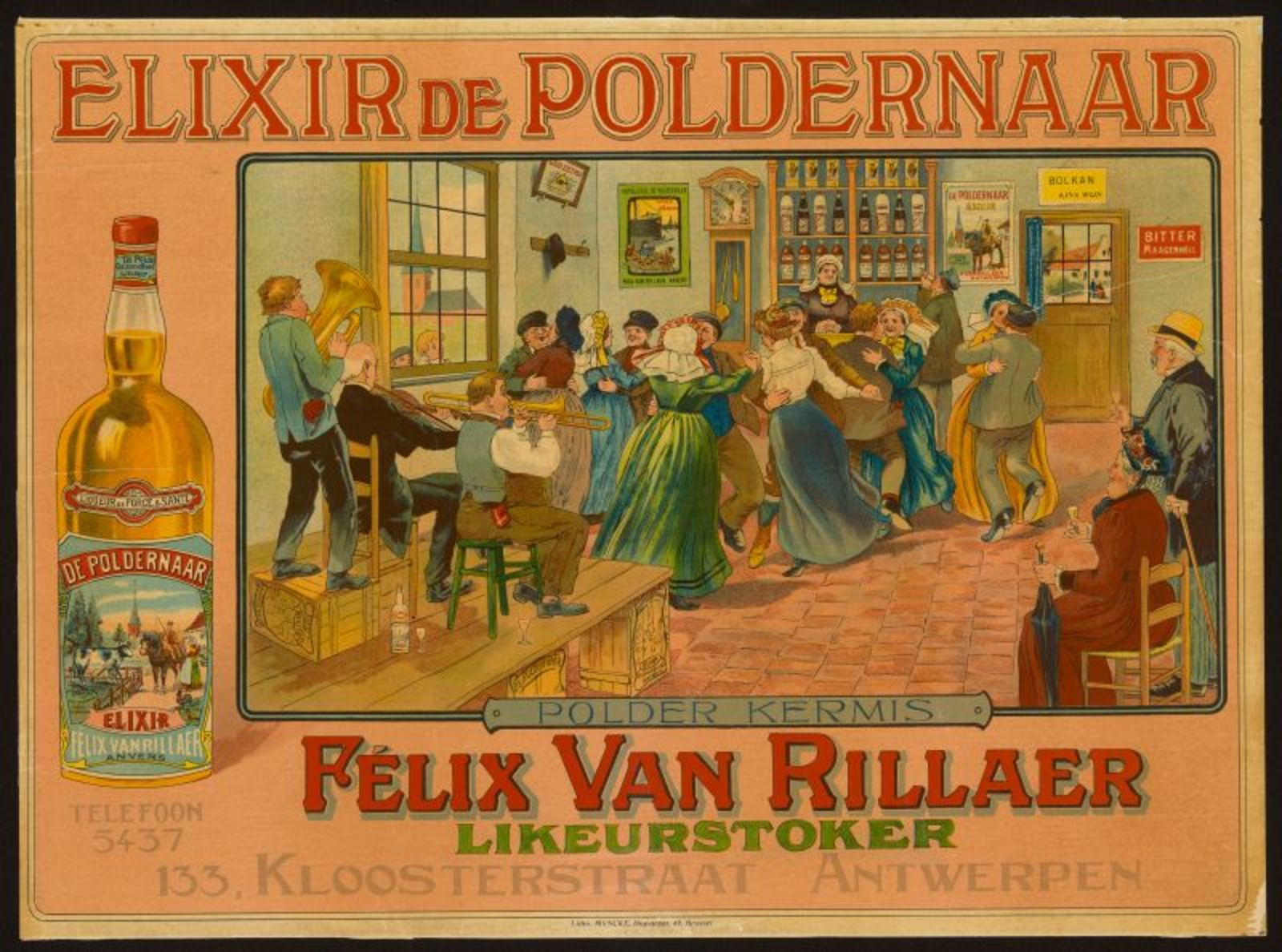
Etiket van Elixir De Poldernaar

Felix stond zelf in voor het ontwerpen van affiches, etiketten en reclameproducten ter promotie van zijn jenevers en likeuren. De flessen werden verpakt in houten kisten, bedekt met stro en door paard en kar overal te lande gevoerd. De zaak floreerde en een eerste alambiek van 10 liter werd aangekocht, later werd deze vervangen door een exemplaar met een inhoud van 100 liter. Op jaarbasis werd er ongeveer 80.000 flessen jenever en likeur geproduceerd. Door de groei verhuisde De Poldernaar van de Minderbroedersrui naar de Nationalestraat. 
Felix overleed in 1957 en werd opgevolgd door zoon Jacques van Rillaer. Deze kreeg te maken met de concurrentie van de opkomende grootwarenhuizen. Daarom breidde de slijterij het eigen assortiment uit met " nieuwe" aangekochte producten, die uiteindelijk het grootste deel van de verkoop uitmaakten.
Ondertussen was de stokerij verhuisd naar de Nationalestraat 110. In 1955 volgde nog een verhuizing naar de Kloosterstraat 133. Dit pand werd in 1970 onteigend voor de bouw van sociale woningen en weer volgde een nieuwe locatie. De winkel vond zijn onderkomen in de Kloosterstraat 168, en het werkhuis annex depot in de Welvaartstraat 20.
René Van Rillaer volgde in 1975 zijn vader op en bouwde het bedrijf verder uit samen met zijn vrouw Maria De Brauwere. Wim Van Rillaer kwam na zijn ouders in de zaak. Wim hernieuwde de aandacht voor de zelf vervaardigde producten zoals Oude Beste jenever, Vieux d' Anvers, Elixir De Poldernaar en Polderjongens; hun variante van opgelegde rozijnen op muskaatwijn. Na hem was zijn dochter Nele zaakvoerder. Tot op de laatste dag werden de eigen producten volledig manueel afgewerkt: het vullen, het stoppen en het kleven van de etiketten.
In  2017 legde de firma na 114 jaar de boeken neer. De resterende voorraad werd geveild.
In 2021 nam Tom van Rillaer, broer van René van Rillaer de draad terug op. Samen met Kenneth Van Heurck richtte hij BV Vieux Nouveau Antwerp op en stookt hij terug volgens de oude familierecepten. De Vieux Nouveau-stokerij is gevestigd in een herenhuis in de Welvaartstraat. Het elixir dat ze produceren is uitgeroepen tot streekproduct.

## Producten
De Poldernaar bracht jenever ' Vieux d' Anvers - Oud Antwerpsche genever'  evenals ' Elixir de Poldernaar' en' Elixir Polderkermis' op de markt. De basisproducten voor deze producten zijn: alcohol, gedroogde kruiden en fruit. De 'Vieux d' Anvers ' was een distillatie van jeneverbes, 30 verschillende kruiden en plantdelen, alcohol en water. 
De jenever werd verkocht in een groene fles met etiket, verzegeld met rode lak. Bovenaan het etiket prijkte een rozas, versierd met graanaren en een ossenkop. Deze kop was het handelslogo van De Poldernaar. In Antwerpse en Kempische kroegen bestelde men dus geen Vieux d' Anvers, maar een ossenkop.